# USP22
USP22‏ (Ubiquitin specific peptidase 22) هوَ بروتين يُشَفر بواسطة جين USP22 في الإنسان.